# Държавна институция
Държавната институция (т.е. държавно учреждение) е учреждение, упълномощено от конституцията и законите на страната да изпълнява определени функции на държавата. Често органите на властта също са наричани институции.

## В България
Върховна институция (и неспадаща към нито едно от трите проявления на държавната власт – законодателна, изпълнителна и съдебна власт) в Република България е президентът на Република България – държавният глава на България. Президентът на Републиката притежава властнически правомощия, които обаче не са достатъчни, за да бъде окачествен като орган. Не притежава реална власт. Това е характерно за парламентарни републики. Все пак, във всяка една република президентските правомощия се определят в закони (вкл. конституция) – оттам може да се направи извод дали даден държавен глава (президент) притежава реална власт. В някои парламентарни републики функциите на президента са представителни.
В съответствие с принципа за разделение на властите понастоящем в Република България съществуват 3 групи държавни институции:
- законодателна власт – Народно събрание
- изпълнителна власт – по йерархични нива и функции:
  - Министерски съвет на България (органи: министър-председател, заместник министър-председатели, министри; институции: министерства)
  - държавни агенции – подчинени на Министерския съвет (МС)
  - изпълнителни агенции – подчинени на министри
  - други централни служби – Българска армия, Полиция на България и пр.
  - областни управители (органи) – подчинени на МС, със съответни областни администрации (институции)
- съдебна власт – по йерархични нива (централно и районно) и функции: прокуратура, следствие, съд, адвокатура

Конституцията и законите на България предвиждат създаване и функциониране на държавни институции, независими от изпълнителната власт, като: национален омбудсман на България, Конституционен съд на България, Българска телеграфна агенция, Българско национално радио, Българска национална телевизия и други.